# Acipenser nudiventris
Lo storione glatdick (Acipenser nudiventris Lovetsky, 1828) conosciuto anche come storione tozzo, è un pesce osseo della famiglia degli Acipenseridi.

## Descrizione
La lunghezza dello storione glatdick oscilla dal metro e mezzo fino ai due metri. Il peso arriva fino a 50 chili, anche se la media è compresa tra i 17 e i 20 chili. L'età dello storione glatdick pare che non superi i trenta anni, ma non è escluso che in anni passati, quando la specie risentiva meno delle perturbazioni ambientali, questi storioni fossero più longevi. Pare che nel 1925 sia stato pescato un esemplare eccezionale del peso di 127 chili. Come indica il nome comune, il corpo è particolarmente tozzo e compresso. Il muso appare corto e conico, i barbigli sono rotondi e sfrangiati nella parte interna. La base posteriore della pinna dorsale è molto vicina alla pinna caudale. La colorazione varia secondo l'ambiente e assume, sul dorso, tinte grigie o brune, più o meno scure. Sui fianchi la livrea schiarisce progressivamente, fino ad assumere una tinta biancastra sul ventre.

## Biologia

### Comportamento
Nel mar Caspio è anadromo, mentre si comporta come un pesce stanziale d'acqua dolce nel Danubio, da dove solo raramente gli esemplari raggiungono il mar Nero. I migratori autunnali trascorrono l'inverno nei fiumi, di solito adagiati in buche che scavano in fondali di sabbia o fango. Durante il periodo di fregola, gli esemplari anadromi smettono quasi completamente di nutrirsi.

### Riproduzione
I maschi dello storione glatdick sono sessualmente maturi tra i sei e i nove anni, mentre le femmine sono in grado di deporre le uova a un'età compresa tra i dodici e i quattordici anni. A. nudiventris si riproduce, secondo le condizioni climatiche, da marzo a maggio. La femmina depone da 280.000 a 1.290.000 uova. A temperature dell'acqua comprese tra i dieci e i quindici gradi, le larve schiudono in circa sette giorni.

## Distribuzione e habitat
Originariamente lo storione glatdick era presente nel mar Nero, nel mar d'Azov, nel mar Caspio e nel lago d'Aral e in alcuni fiumi che in essi si gettavano (il Danubio fino a Bratislava, il Volga fino a Kazan', l'Ural fino a Orenburg, il Don, il Kuban' e il Rioni). Negli anni '60 venne introdotto con successo nel lago Balqaš (Kazakistan), nel corso superiore dell'Ili in Cina e nell'Amu Darya (bacino del lago d'Aral); in quest'ultimo fiume e nel lago d'Aral, tuttavia, la specie è da tempo scomparsa.
Attualmente è presente nel mar Caspio, dal quale risale solamente i fiumi Ural (dove si riproduce naturalmente) e Sefid-Rud, dove cinque esemplari sono stati pescati nel 2002. Dal mar Nero risale il Rioni e, solo raramente, il Danubio. In quest'ultimo fiume la specie è stata segnalata per le ultime due volte nel 2003 in Serbia ad Apatin e nel 2005 nel fiume Mura in Ungheria; entrambi i pesci catturati erano maschi. In Romania, stando ad un sopralluogo effettuato tra i pescatori, ne sarebbero stati catturati 15 nel periodo compreso tra il 1996 e il 2001.
Nei fiumi gli esemplari si trattengono sui fondali alti con substrato fangoso o ghiaioso. In mare stazionano su fondali fangosi di circa 50 metri di profondità.

## Conservazione
Come tutti gli Acipenseridi europei, anche lo storione glatdick ha subito una forte rarefazione. Sia nel Danubio, sia negli altri corsi d'acqua ove è presente, questa specie è progressivamente diminuita per la degradazione qualitativa delle acque, talvolta pesantemente aggravata da scarichi indiscriminati delle obsolete industrie attive nei paesi dell'Est. Recentemente si è aggiunto anche il rischio causato dai pericolosissimi scarichi dei lavaggi, a base di cianuro e mercurio, utilizzati dalle miniere auree dei Carpazi. La cattiva qualità delle acque può essere anche la causa della minore resistenza di questi storioni agli attacchi del parassita Nitzschia sturionis.